# إيلا جويس
إيلا جويس (بالإنجليزية: Ella Joyce)‏ هي ممثلة أمريكية، ولدت في 12 يونيو 1954 بشيكاغو في الولايات المتحدة.

## وصلات خارجية
- إيلا جويس على موقع IMDb (الإنجليزية)
- إيلا جويس على موقع ألو سيني (الفرنسية)
- إيلا جويس على موقع أول موفي (الإنجليزية)
- إيلا جويس على موقع قاعدة بيانات الأفلام السويدية (السويدية)
- إيلا جويس على موقع قاعدة بيانات الفيلم (الإنجليزية)
- إيلا جويس على موقع كينوبويسك (الروسية)